# Pic Guynemer
Le pic Guynemer est un sommet de la Grande Terre, l'île principale des îles Kerguelen dans le sud de l'océan Indien. Il culmine à 1 088 m d'altitude et nommé d'après l'as de la Première Guerre mondiale, Georges Guynemer.

## Géographie
Le sommet se situe dans la partie nord-ouest de la Grande Terre, au nord du glacier Cook et sud de la péninsule Loranchet. Il domine au nord-est la baie Laissez-Porter et au sud-ouest la baie de Penfeld et la baie de L'African. Le mont Mermoz (910 m) se trouve juste au sud.

## Histoire
Le sommet est initialement mentionné par les Allemands de l'expédition de la Gazelle (1874) sous le nom de Richthofen-Eis en référence au géologue Ferdinand von Richthofen (1833-1905). Comme beaucoup de toponymes de ce secteur qui ont été dénommés en hommage à des pionniers français de l'aviation par Raymond Rallier du Baty en 1922, il voit son nom changé pour celui de l'aviateur français Georges Guynemer,.